# Нікополь (футбольний клуб)
ФК «Нікополь» — аматорський футбольний клуб з міста Нікополя Дніпропетровської області. Виступав у Кубку України серед аматорів 2007 року.

## Склад команди
Гравці, які виступали у розіграші кубка України серед аматорів 2007 року.
| Футболіст                        | Дата народження  | Ігри    | Голи    |
| Воротар                          | Воротар          | Воротар | Воротар |
| -------------------------------- | ---------------- | ------- | ------- |
| Медведєв Олександр Володимирович | 9 червня 1990    | 2       | -3      |
| Польові гравці                   |                  |         |         |
| Гусаров Євген Олександрович      | 9 березня 1988   | 1       |         |
| Забуга Дмитро Валерійович        | 18 лютого 1988   | 2       |         |
| Киселевський Денис Вікторович    | 16 грудня 1990   | 1       |         |
| Ксенофонтов Сергій Олександрович | 2 листопада 1987 | 2       |         |
| Ломака Сергій Олександрович      | 26 грудня 1987   | 2       | 1       |
| Мохов Євгеній Сергійович         | 29 липня 1988    | 2       |         |
| Осокін Антон Андрійович          | 27 жовтня 1988   | 2       |         |
| Поліщук Євген Анатолійович       | 24 лютого 1982   | 2       | 1       |
| Топол Анатолій Юрійович          | 29 червня 1990   | 1       |         |
| Третяк Віталій Миколайович       | 7 квітня 1988    | 1       |         |
| Фірсов Дмитро Віталійович        | 30 серпня 1990   | 2       |         |
| Цуркан Антон Юрійович            | 4 квітня 1984    | 2       |         |
| Чалий Максим Вікторович          | 2 листопада 1982 | 1       |         |
| Чалий Олексій Вікторович         | 2 листопада 1982 | 1       |         |
| Шаповалов Владислав Едуардович   | 25 вересня 1988  | 2       |         |